# 倉渕中継局
倉渕中継局（くらぶちちゅうけいきょく）は、群馬県高崎市にあるテレビ中継局。

## 概要
- 当中継局は、高崎市の旧群馬郡倉渕村域に置かれている中継局で、アナログ放送は、NHK総合テレビと教育テレビ及び群馬テレビが設置されていた。デジタル放送は、NHKと東京在京テレビ局と群馬テレビが設置されている。
- 2010年2月8日には地上デジタル放送の出力を1Wから3Wに増力して放送をしている。
- 当エリアでは、前橋局（二ッ岳）の反対側に位置しているため、前橋局の電波が来ないので倉渕中継局にアンテナを向けている世帯が多い（特に、倉渕地区や榛名町地区西部）。
- コミュニティFM・ラジオ高崎の倉渕中継局も合わせて記述する。

## 中継局

### デジタル放送
| リモコンキーID | 放送局名          | 物理チャンネル | 空中線電力 | ERP  | 放送対象地域 | 放送区域内世帯数 |
| 1              | NHK前橋総合テレビ | 20ch           | 3W         | 9.7W | 群馬県       | 4108世帯         |
| 2              | NHK東京教育テレビ | 23ch           | 3W         | 9.7W | 全国         | 4108世帯         |
| 3              | GTV群馬テレビ     | 44ch           | 3W         | 9.5W | 群馬県       | 4108世帯         |
| 4              | NTV日本テレビ     | 14ch           | 3W         | 9.7W | 関東広域圏   | 4108世帯         |
| 5              | EXテレビ朝日      | 17ch           | 3W         | 9.7W | 関東広域圏   | 4108世帯         |
| 6              | TBSテレビ         | 15ch           | 3W         | 9.7W | 関東広域圏   | 4108世帯         |
| 7              | TXテレビ東京      | 18ch           | 3W         | 9.7W | 関東広域圏   | 4108世帯         |
| 8              | CXフジテレビ      | 29ch           | 3W         | 9.7W | 関東広域圏   | 4108世帯         |

#### 開局日
- NHKと在京広域民放…2008年12月22日
- GTV…2008年12月25日

#### 放送エリア
- 高崎市と安中市の各一部

#### その他
- 2010年2月7日までは空中線電力1Wで、放送対象区域内世帯数が3100世帯だった。

### アナログ放送
| 放送局名          | チャンネル | 空中線電力        | ERP              | 放送対象地域 | 放送区域内世帯数 | 偏波面   |
| NHK東京総合テレビ | 31ch       | 映像10W /音声2.5W | 映像40W /音声10W | 関東広域圏   | 不明             | 水平偏波 |
| NHK東京教育テレビ | 35ch       | 映像10W /音声2.5W | 映像40W /音声10W | 全国         | 不明             | 水平偏波 |
| GTV群馬テレビ     | 41ch       | 映像10W /音声2.5W | 映像41W /音声10W | 群馬県       | 不明             | 水平偏波 |

### FM放送
| 放送局名   | 周波数  | 空中線電力 | ERP     | 放送対象地域 | 放送区域内世帯数 |
| ---------- | ------- | ---------- | ------- | ------------ | ---------------- |
| ラジオ高崎 | 76.2MHz | 音声20W    | 音声56W | -            | 約-世帯          |

## 置局住所
- テレビ放送…高崎市上里見町字間野山（風戸峠）
- FM放送…高崎市倉渕町三ノ倉303（高崎市役所倉渕支所北）